# Walter Reyna

Walter Reyna es un actor de reparto cinematográfico y teatral argentino.

## Carrera
Dueño de una larga trayectoria fílmica y teatral, Reyna, surgió en el teatro en la década del ’40. Se lució como un actor secundario cómico de numerosas películas argentina con papeles que generalmente fueron de gerentes, inspectores y mozos, junto a intérpretes como Nathán Pinzón, Eduardo Rudy, Mario Soffici, Tato Bores, Ricardo Trigo, Guillermo Battaglia, Margarita Corona, Silvia Legrand, Héctor Alterio, Daniel Hendler, Dolores Fonzi, entre muchos otros.

## Filmografía
- 1950: Captura recomendada
- 1951: Pasó en mi barrio
- 1951: Camino al crimen
- 1951: Pocholo, Pichuca y yo
- 1952: Mala gente
- 1953: El pecado más lindo del mundo
- 1954: Barrio gris
- 1955: El hombre que debía una muerte
- 1960: Los acusados
- 1961: Amorina
- 2000: Esperando al Mesías[2]